# Weiße Neuseeländer
Der Weiße Neuseeländer ist eine mittelgroße, auffallend blockige, reinweiße Kaninchenrasse von etwa 4–5 kg Gewicht.
Es handelt sich im Gegensatz zum Beispiel zum Weißen Wiener um einen echten Albino.
Der weiße Neuseeländer ist ein typisches Wirtschaftskaninchen mit einem auf Frohwüchsigkeit und gute Fleischausbeute gezüchteten Typ, der durch seine kompakte Form, breiten Kopf und vergleichsweise kurze Ohren auffällt.

## Geschichte des Weißen Neuseeländers
Der Weiße Neuseeländer wurde zwischen dem Ersten und dem Zweiten Weltkrieg in den USA als Wirtschaftskaninchen gezüchtet. Welche Rassen an seiner Entstehung beteiligt waren, ist nicht mit Sicherheit bekannt, neben dem Roten Neuseeländer sollen Weiße Riesen und Angorakaninchen eingekreuzt worden sein. Die Rasse wurde in den USA als die beste Wirtschaftsrasse angepriesen und nach dem Zweiten Weltkrieg in Europa eingeführt. In Deutschland wurden die Weißen Neuseeländer erstmals bei der Europa-Schau in Essen 1960 und der Landwirtschaftsausstellung in Markkleeberg 1964 gezeigt. Durch seine sehr guten Nutzeigenschaften breitete sich der Weiße Neuseeländer sehr stark aus, besonders in der DDR war er weit verbreitet, auch bedingt durch die Förderung der privaten Kaninchenhaltung. Kaninchen dieses Typs werden weltweit zur Fleischerzeugung gehalten, Sandford weist auch auf die Bedeutung des Weißen Neuseeländers als Labortier hin.

## Ähnliche Rassen
Der Rote Neuseeländer ist ein leuchtend rot gefärbtes Tier vom gleichen Fleischkaninchentyp. Der Schwarze Neuseeländer ist, seinem Namen entsprechend, einfarbig schwarz. In Großbritannien ist auch ein Blauer Neuseeländer anerkannt, seine Farbe entspricht der der Blauen Wiener. Es handelt sich bei diesen Kaninchenrassen nicht um Farbenschläge einer Rasse, sondern um selbstständige Rassen mit einem ausgeprägt blockigen Körperbau.
Ein ähnliches Fleischkaninchen, das auch unter Verwendung des Weißen Neuseeländers gezüchtet wurde, ist der Kalifornier.